# 삼청동
삼청동(三淸洞)은 서울특별시 종로구의 법정동이자 행정동이다. 관광객이 많이 찾는 곳으로 유명하다.

## 역사

### 지명 유래
도교의 주신인 삼청(옥청, 상청, 태청)을 모시는 신전인 삼청전(三淸殿)이 있었던 데에서 유래하였다. 삼청전의 제사는 소격서에서 주관하였다. 한편, 《한경지략》에는 ‘산이 맑고’(山淸), ‘물도 맑으며’(水淸), 그래서 ‘사람의 인심 또한 맑고 좋다’(人淸)는 뜻에서 삼청이라 불렀다고 기록되었다.

### 연혁
- 1914년 4월 1일: 행정구역을 아래와 같이 개편함[5]
  - 팔판동(八判洞) ← 팔판동일부(八判洞一部)
  - 삼청동(三淸洞) ← 삼청동(三淸洞) · 팔판동일부(八判洞一部)
  - 안국동(安國洞) ← 소안동일부(小安洞一部) · 홍현일부(紅峴一部) · 안현(安峴) · 재동일부(齋洞一部)
  - 소격동(昭格洞) ← 소격동(昭格洞) · 화개동일부(花開洞一部) · 대안동일부(大安洞一部)
  - 화동(花洞) ← 화개동일부(花開洞一部) · 동곡일부(東谷一部) · 홍현일부(紅峴一部) · 소안동일부(小安洞一部)
  - 간동(諫洞) ← 간동(諫洞) · 벽동일부(碧洞一部)
  - 송현동(松峴洞) ← 대안동일부(大安洞一部) · 벽동일부(碧洞一部) · 송현일부(松峴一部) · 고리정동(古里井洞)
- 1914년 9월 27일: 경기도 경성부 북부출장소에 배속[6]
- 1915년 6월 1일: 북부출장소 폐지, 경기도 경성부에 배속
- 1936년 4월 1일: 동(洞)을 정(町)으로 변경[7]
- 1943년 6월 10일: 경기도 경성부 종로구에 배속[8]
- 1946년 10월 1일: 정(町)을 동(洞)으로 변경, 간정(諫町)은 사간동(司諫洞)으로 개칭[9]
- 1955년 4월 18일: 아래와 같이 행정동 설치[10]
  - 태화동(太和洞): 삼청동(35번지 제외) · 팔판동
  - 백록동(白鹿洞): 삼청동 35번지 · 가회동 · 재동
  - 수진동(壽進洞): 사간동 · 송현동 · 중학동 · 수송동
  - 별궁동(別宮洞): 안국동 · 소격동 · 화동
  - 광교동(廣橋洞): 종로1가 · 서린동 · 청진동
- 1970년 5월 18일: 행정동 태화동을 삼청동으로, 백록동을 가회동으로 개칭하고, 행정동 수진동·별궁동·광교동을 안국동(사간동+송현동+안국동+소격동+화동)과 청진동(중학동+수송동+청진동+서린동+종로1가)으로 개편[11]
- 1975년 10월 1일: 행정동 안국동을 삼청동에 합동하고, 삼청동 35번지도 삼청동에 편입[12]

## 법정동
- 팔판동
- 삼청동
- 안국동
- 소격동
- 화동
- 사간동
- 송현동

## 유적
- 종친부 경근당과 옥첩당
- 삼청동문(三淸洞門) 각자: 인조 때 김경문이 새긴 글씨로, 총리 공관 인근에 위치한다. 보물 제1560호 도성도에도 기록되어 있다.[13]
- 운룡천(雲龍泉) 각자: 정조의 수라상에 진상하던 우물로, 그 각자가 남아 있다.[14]

## 주요 기관
- 총리관저
- 감사원
- 한국금융연수원
- 국립현대미술관 서울관
- 삼청동우체국
- 안국우체국
- 삼청파출소
- 국군서울지구병원
- 주한 폴란드 대사관

## 교통
- 서울 지하철 3호선 안국역

## 같이 보기
- 대한민국의 행정 구역